# Roger Vanderschrick
Roger Vanderschrick, né le 27 août 1942 est un pilote automobile belge actif dans les années 1960 et début des années 1970. Il est champion de Belgique de course de côte en 1967. Il participe aux 24 heures du Mans en 1968 (12e au général et premier en catégorie GT en compagnie de Jean-Pierre Gaban ), et en 1972 (avec Hermes Delbar ; abandon sur casse mécanique). Comme beaucoup de pilotes à l'époque, il s'exerça à d'autres disciplines dont le rallye, et remporta le rallye du Touquet en 1967 avec Jacques Perrier comme copilote . Il gagna également les coupes Benelux en 1967. Il participa aussi aux boucles de Spa, aux 12 heures d'Ypres  et Tour de Belgique. Il est le fils de Frans Vanderschrick.